# 둥가오디역
둥가오디역(중국어: 东高地站), 구 계획 및 건설 단계 당시 시와디역(西洼地站)으로 불림)은 중국 베이징시 펑타이구 둥가오디 가도 난위안 동로에 위치한 베이징 지하철 8호선의 지하철역이다. 역 구조물은 2017년 1월 25일에 마무리되었으며 2018년 12월 30일에 8호선 주스커우-잉하이 구간 개통과 함께 개장되었다.

## 위치
이 역은 난위안 동로(동서방향)과 구이화톈탕 남로(남북방향)의 교차로에 위치하며, 샤오룽허 남쪽 기슭에 동서방향으로 배치되어 있다. 8호선의 남측 구간은 전체적으로 남북으로 이어져 첸먼에서 시작하여 난중저우로를 따라 배치되어 있으며, 허이역을 나와 동쪽으로 방향을 틀고 동가오디역을 설치한 후 남쪽으로 꺾어 훠젠완위안역으로 간다. 이 역은 인근에서 유일하게 동서 방향으로 배치된 역사를 갖추고 있다.
행정구역상 역이 펑타이구 둥가오디 가도(东高地街道)에 위치하여 명명되었다. 그러나 역 자체의 위치는 “시와디(西洼地)”라는 이름의 지역(동가오디 가도 관할권 내)과 가깝기 때문에 이 역 건설 당시 역명은 “시와디역(西洼地站)”이었다. "시와디"라는 이름은 초기에 4개 마을의 서쪽의 저지대에 있었기 때문에 명명되었다. "둥가오디"는 1958년 구 국방부5원(현 중국발사체기술연구원) 부지를 선정할때 "시와디"의 동쪽 고지대에서 따와 명명되어, "둥가오디"와 "시와디"는 서로 상반되는 명칭이었다.

## 역 구조
둥가오디역은 지하역이며 섬식 승강장으로 설계되어 있다. 아래로 전력관이 통과하기 때문에 역은 양끝에 개착식, 중간에 굴착식으로 공사하여 양끝이 이중층, 가운데가 단층으로 구성되었으며, 상층은 동서로 두 개의 대합실, 하층은 승강장 구조로 되어 있다. 전체 길이는 210.35m, 면적은 9,024제곱미터이다. 출구 3개와 무장애 시설 출구 1개가 있다.
| 지면층          | 가도                            | A-D출구                          |
| 지하 1층        | 대합실                          | 고객 센터, 자동매표기, 개집표기  |
| 지하 2층 승강장 | ←                               | ■ 8호선 주스커우 방면 (허이)     |
| 지하 2층 승강장 | 섬식 승강장, 왼쪽 출입문이 열림 |                                  |
| 지하 2층 승강장 | →                               | ■ 8호선 잉하이 방면 (훠젠완위안) |

## 출구
|                         |                       |  |  |
| 출구                    | 출구 인근             |  |  |
| 出口 · A                | 난위안 동로(南苑东路) |  |  |
| 出口 · B                | 난위안 동로(南苑东路) |  |  |
| 出口 · D                | 난위안 동로(南苑东路) |  |  |
| 아이콘 설명: 엘리베이터 |                       |  |  |